# 3969 Rossi
A 3969 Rossi (ideiglenes jelöléssel 1978 TQ8) a Naprendszer kisbolygóövében található aszteroida. Ljudmilla Vasziljevna Zsuravljova fedezte fel 1978. október 9-én.